# Adelophryne baturitensis
Adelophryne baturitensis – gatunek płaza bezogonowego z rodziny Eleutherodactylidae.

## Rozmieszczenie geograficzne
Płaz ma niewielki zasięg występowania. Jedynym państwem na świecie, gdzie można spotkać tego płaza, jest Brazylia. Co więcej, występuje on tylko w stanie Ceará na północnym wschodzie kraju. Miejsce typowe znajduje się w gminie Pacoti.

## Ekologia
Płaz bytuje na wysokościach pomiędzy 600 a 1000 m nad poziomem morza.
Jego siedlisko stanowią brzegi strumieni płynących w lasach. Osobniki tego gatunku znaleziono w ściółce bądź na roślinach ananasowatych. Znajdowano je także na siedliskach zmienionych działalnością człowieka, jak plantacje kawy.

## Cykl życiowy
Adelophryne baturitensis wiedzie dzienny tryb życia.
Płaz rozmnaża się poprzez rozwój bezpośredni. Samica składa jaja na powierzchni ziemi, w miejscach o dużej wilgotności.

## Status zagrożenia i ochrona
W Czerwonej księdze gatunków zagrożonych IUCN Adelophryne baturitensis od 2023 roku klasyfikowany jest jako gatunek najmniejszej troski (LC, ang. Least Concern); wcześniej, od 2004 roku uznawano go za gatunek narażony (VU, ang. Vulnerable)
Kiedy gatunek ten odkryto, był on pospolity. Aż do 1993 roku spotykano go w licznych lokalizacjach. Jednakże IUCN wspomina o 34 wyprawach badawczych w latach 1994–2003, podczas których nie udało się odnaleźć przedstawicieli tego gatunku na znanych wówczas stanowiskach jego występowania. Dopiero w lipcu 2004 roku udało się odnaleźć 3 osobniki. Choć w miejscu typowym nastąpił spadek powierzchni i jakości siedliska, to obecnie gatunek znany jest głównie z innych stanowisk nieobjętych oddziaływaniem człowieka, w tym obszarów chronionych i obszarów o wysokich walorach przyrodniczych.
Trend liczebności populacji tego gatunku oceniany jest jako dość stabilny. IUCN widzi jednak potrzebę przeprowadzenia dalszych badań nad tą kwestią.
IUCN wymienia takie lokalne zagrożenia dla tego gatunku, jak wyręb lasu, osadnictwo ludzkie, rolnictwo, pozyskiwanie gliny czy sezonowa turystyka.
Płaz występuje na kilku obszarach objętych ochroną prawną, w tym w Parku Narodowym Ubajara.